# Conservation ex situ

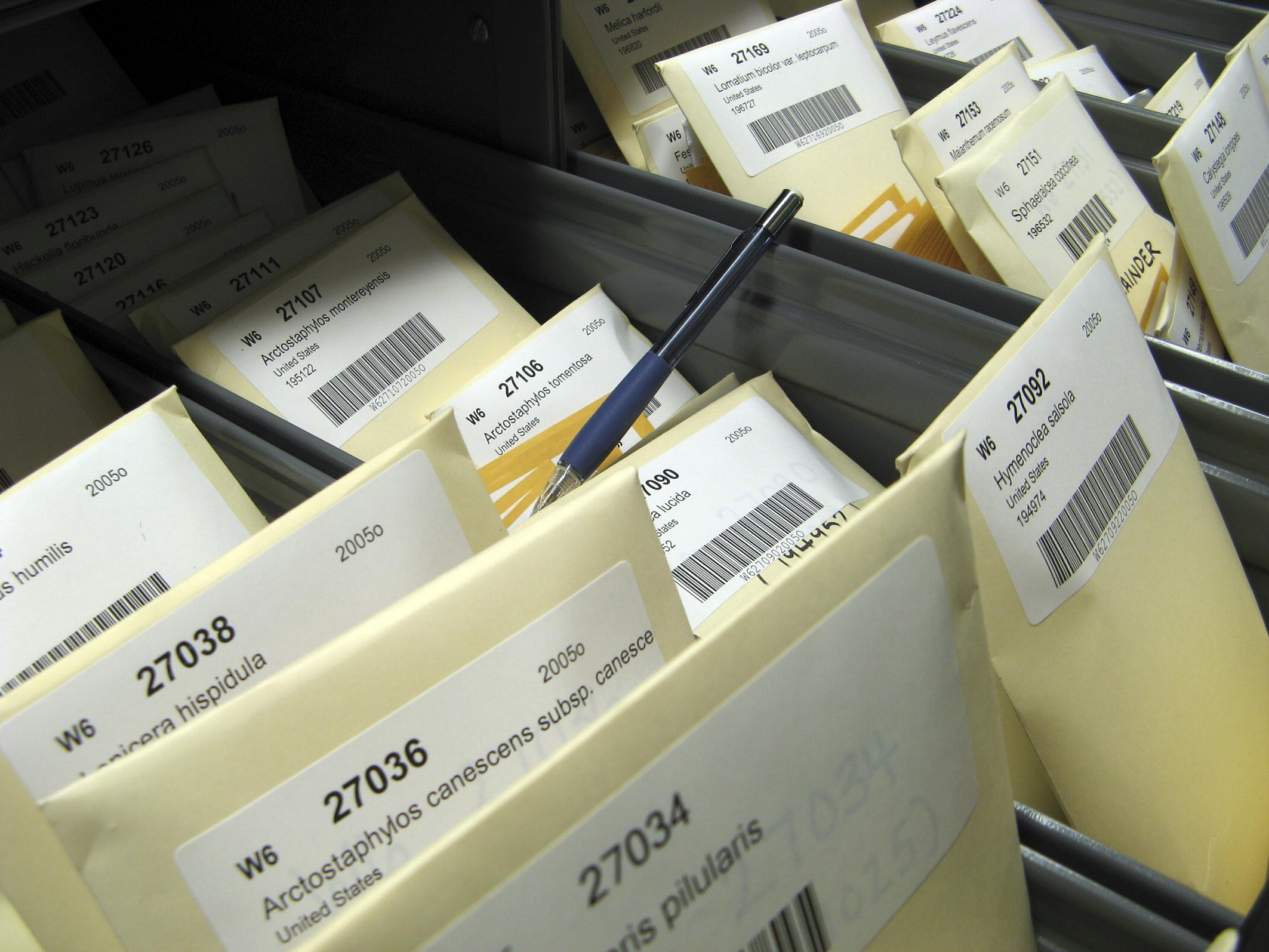
Banque de graines

La conservation ex situ signifie littéralement la conservation « hors site ».
La conservation ex situ est une technique de conservation de la faune et de la flore sauvages qui intervient hors du milieu naturel.
Ce processus de protection d'une espèce menacée de plante ou d’animal permet d’enlever une partie de la population de l'habitat menacé et de la placer dans un nouvel environnement, qui peut être une aire sauvage ou sous les soins de l'homme.
Les lieux de conservation des espèces animales ou végétales peuvent être :
- des jardins zoologiques, des parcs animaliers, des parcs de vision pour les espèces animales terrestres ;
- des aquariums publics pour les espèces animales aquatiques ;

- des jardins botaniques, des conservatoires botaniques, des arboretums pour les espèces végétales ;
- des jardins et des élevages de particuliers.

Certains zoos contribuent à des programmes de protection ex situ d'espèces animales avant une éventuelle réintroduction dans le milieu naturel d'origine quand il peut à nouveau les accueillir.
Bien que la conservation ex situ comprenne certaines des plus anciennes et des plus connues des méthodes de conservation (en jardin conservatoire, en élevage conservatoire), elle applique aussi des nouvelles méthodes, parfois controversées, de laboratoire, avec éventuellement culture in vitro ou conservation d'embryons congelés, de graines conservées en frigo, dans une banque de graines ou de gènes.

## limites de la conservationex-situ
Plantes et graines issues de jardins botaniques et pépinières sont devenues une source cruciale de matériel végétal pour les réintroductions et le renforcement des populations.
Ces collections vivantes peuvent cependant d'une part être génétiquement appauvries et s'être adaptées à des habitats artificiels. On observent très souvent une diminution de la dormance des graines lors de la culture ex situ, ce qui peut compromettre leur intérêt pour les tentatives de rétablissement des populations végétales (réintroductions).
Par exemple, une étude (Ensslin et al., 2023) a porté sur la germination, l’établissement des populations et l'état physique des plantes (sur une période de trois ans) avec comme modèle une Digitale vivace à courte durée de vie (Digitalis lutea). Les plantes cultivées ex-situ ont été comparées à partir de trois provenances : 1) une population de jardin botanique de 30 ans ; 2) des graines issues d'une banque de graines utilisée comme point de départ de la culture du jardin botanique, et 3) une population sauvage correspondante ré-échantillonnée.
- En laboratoire, les graines récoltées dans la nature avaient besoin d'une stratification à froid pour germer, alors que les graines provenant de la population des jardins ont, elles, germé sans stratification. Cette tendance était cependant diminuée lors d’une expérience de plantation en pot en plein air (là, seules quelques graines de jardin ont germé avant l’hiver, et toutes restaient dormantes si semées dans leur habitat naturel d’origine[1] ;
- les plantes réintroduites in situ à partir de la population sauvage ont surpassé les plantes du jardin et celles de la banque de graines en termes de condition physique lors des trois années de suivi après la réintroduction, suggérant une adaptation aux conditions climatiques actuelles[1].

Les auteurs concluent que les changements de caractères opérés durant la culture ex-situ peuvent donc bien nuire au succès d'une réintroduction, et qu'il vaut mieux utiliser, quand c'est possible, du matériel végétal sauvage collecté auprès des populations contemporaines pour les réintroductions, plutôt que du matériel cultivé ex situ et stocké dans une banque de graines, surtout si la culture s’étend sur plusieurs générations. Les exigences de germination changent cependant de manière complexe, et la perte de dormance observée en laboratoire n’est pas toujours observée en conditions naturelles. Lorsque les normes établies sont respectées, le matériel propagé ex situ peut donc encore constituer une ressource précieuse, surtout pour des espèces devenues très rares dans la Nature.